# Adoretus nagyi
Adoretus nagyi är en skalbaggsart som beskrevs av Frey 1967. Adoretus nagyi ingår i släktet Adoretus och familjen Rutelidae. Inga underarter finns listade i Catalogue of Life.